# Олимпийский трамплин (Санкт-Мориц)
Олимпийский трамплин (нем. Olympiaschanze) — лыжный трамплин в швейцарском Санкт-Морице. Дважды в рамках зимних Олимпийских игр 1928 и 1948 годов на нём проходили соревнования по прыжкам с трамплина и двоеброью.

## История

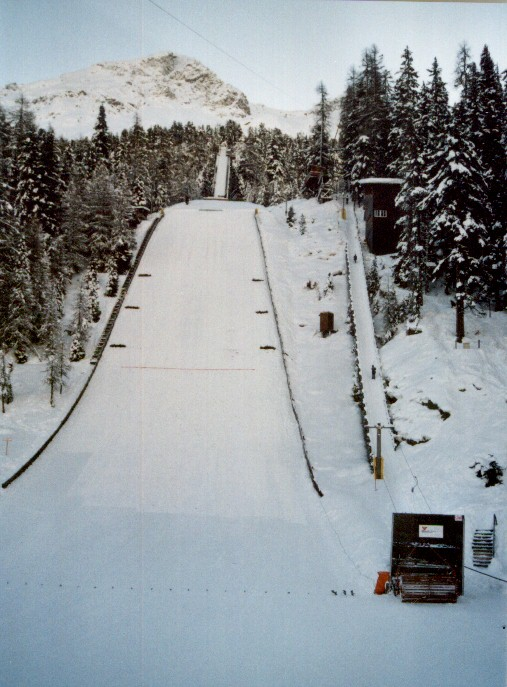
2002 год

В 1905 году в Санкт-Морице был построен трамплин Julierschanze имевший показатель сначала К20 и увеличенный позднее до К40. Он использовался до конца 1950-х годов.
После того как Санкт-Мориц получил право на проведение зимних Олимпийских игр 1928 года встал вопрос о новом трамплине. В 1926 году по проекту архитектора Роберта Стауманна началось строительство нового трамплина. Стоимость работ составила 257 000 франков. Первоначально он имел мощность равную К66. 20 января 1927 года трамплин был открыт, а его мощность составила K70. Во время зимних Олимпийских игр на нём прошли соревнования по прыжкам с трамплина и двоеброью, а на трибунах собралось 8000 зрителей.
В 1948 году, когда Санкт-Мориц во второй раз получил право провести зимние Олимпийские игры трамплин снова принял соревнования по прыжкам с трамплина и двоеборью. Его профиль был таким же как и в 1928 году, была перемещена судейская вышка, на против неё установили трибуну для прессы.
С 1950 года на трамплине проходят различные международного соревнования, включая SSV Springerweek так называемого Швейцарского турне четырёх трамплинов который помимо Санкт-Морица включал соревнования в Арозе, Санкт-Морице, Унтервассере и Ле-Локле.
В последующие годы трамплин несколько раз реконструировался. В 1990-х годах были рядом построены трамплины меньшей мощности — K61, K38 и K15. Находясь на высоте более 1800 метров над уровнем моря трамплин был мало подвержен отсутствию снега и использовался многими национальными командами для тренировочных сборов.
Являлся одним из этапов Кубка мира по прыжкам трамплина с момента его образования в 1979 году и до сезона 191/1992 годов. В 1998 году принимал Молодёжный чемпионат мира по лыжным видам спорта.
26 декабря проводился традиционный рождественский турнир, который с 1998 года входил в календарь Континентального кубка по прыжкам с трамплина. Также принимал этапы Кубка FIS по прыжкам на лыжах с трамплина и Кубок мира по лыжному двоеборью.
22 января 1998 года прошли первые международные соревнования (неофициальные) по прыжкам с трамплина среди женщин в которых приняло участие 17 спортсменок из 7 стран.
В 2006 году 95-й рождественский турнир не состоялся из-за отсутствия снега, а в конце года истёк срок сертификата FIS.
Летом 2013 года было объявлено, что к 2015 году трамплин планируется перестроить и снова подать заявку на проведение соревнований в рамках Кубков мира и рожденственского турнира. Однако было сказано что для этого нужно было чтобы на референдуме 24 ноября 2013 года большинство жителей в Санкт-Морице проголосовали за реконструкцию трамплина стоимостью 11,5 млн шв. фр. В итоге голоса «За» на референдуме отдало 55 % жителей Санкт-Морица. Но из-за огромных перерасходов средств строительство нового трамплина было прекращено летом 2015 года. Ожидалось, что в июне 2016 года жители Санкт-Морица сможет принять решение о дополнительном кредите в размере 8,39 млн шв. фр. Таким образом стоимость трамплина достигнет около 20 миллионов франков.

## Рекорды

### Мужчины
| Дата       | Спортсмен                    | Длина   | Турнир                                                |
| ---------- | ---------------------------- | ------- | ----------------------------------------------------- |
| 1927       | Сверре Лислегаард            | 63,0 м  |                                                       |
| 18.2.1928  | Альф Андерсен                | 64,0 м  | Олимпийские игры                                      |
| 18.2.1928  | Якоб Туллин Тамс             | 73,0 м  | Олимпийские игры                                      |
| 1930       | Зигмунд Рууд                 | 69,0 м  |                                                       |
| 1932       | Рето Бадрутт                 | 70,0 м  |                                                       |
| 1932       | Зигмунд Рууд                 | 72,0 м  |                                                       |
| 1955       | Оси Лааксонен                | 73,0 м  |                                                       |
| 1963       | Гарри Гласс                  | 73,5 м  |                                                       |
| 1963       | Джакомо Аймони               | 75,0 м  |                                                       |
| 1964       | Хейни Иле                    | 77,0 м  |                                                       |
| 1965       | Джакомо Аймони               | 85,0 м  |                                                       |
| 1966       | Ладислав Дивила              | 87,0 м  |                                                       |
| 1971       | Тауно Кайко                  | 88,0 м  |                                                       |
| 1975       | Йохан Сатре                  | 90,0 м  |                                                       |
| 1975       | Хироси Инагаки               | 92,0 м  |                                                       |
| 1977       | Вальтер Штайнер              | 94,0 м  |                                                       |
| 1993       | Кэндзи Огивара Сильван Гийом | 96,0 м  |                                                       |
| 1996       | Марио Штехер                 | 96,5 м  |                                                       |
| 1996       | Фроде Хари                   | 97,0 м  |                                                       |
| 1996       | Мартин Хёлльварт             | 97,5 м  |                                                       |
| 1996       | Юкитака Фукита               | 98,0 м  |                                                       |
| 26.12.1999 | Сатоси Мори                  | 98,5 м  | Континентальный кубок по прыжкам на лыжах с трамплина |
| 15.3.2000  | Михаэль Грубер               | 101,0 м | Кубок мира по лыжному двоеборью                       |
| 2001       | Сильван Фрейхолц             | 102,5 м |                                                       |
| 2001       | Теппи Такано                 | 103,5 м |                                                       |
| 26.12.2002 | Бастиан Калтенбёк            | 104,0 м | Континентальный кубок по прыжкам на лыжах с трамплина |
| 21.3.2004  | Томас Турнбихлер             | 105,5 м | Кубок FIS                                             |

### Женщины
| Дата      | Спортсмен       | Длина  | Турнир   |
| --------- | --------------- | ------ | -------- |
| 19.3.2004 | Моника Погладич | 81,0 м | FIS Race |
| 20.3.2004 | Моника Погладич | 84,0 м | FIS Race |